# Poporanismus
Der Poporanismus (von rumänisch popor, deutsch Volk) war mit dem Sämänätorismus eine ideologische und künstlerische Strömung im Königreich Rumänien vom Ende des 19. Jahrhunderts bis über die Zwischenkriegszeit hinaus, welche eine Aufwertung des ländlichen Raums und der traditionellen bäuerlichen Welt gegenüber der europäisch geprägten modernen städtischen Zivilisation zum Kern hatte. Sie manifestierte sich um den moldauischen Politiker und Publizisten Constantin Stere (* 1864, † 1936) und in der seit 1906 erscheinenden Zeitschrift Viața Românească.
Die wirtschaftlich den Grundbesitzern untergeordnete Bauernschaft machte zu dieser Zeit etwa 80 Prozent der rumänischen Bevölkerung aus und litt unter der staatlichen Steuer- und Abgabenlast.

## Grundzüge

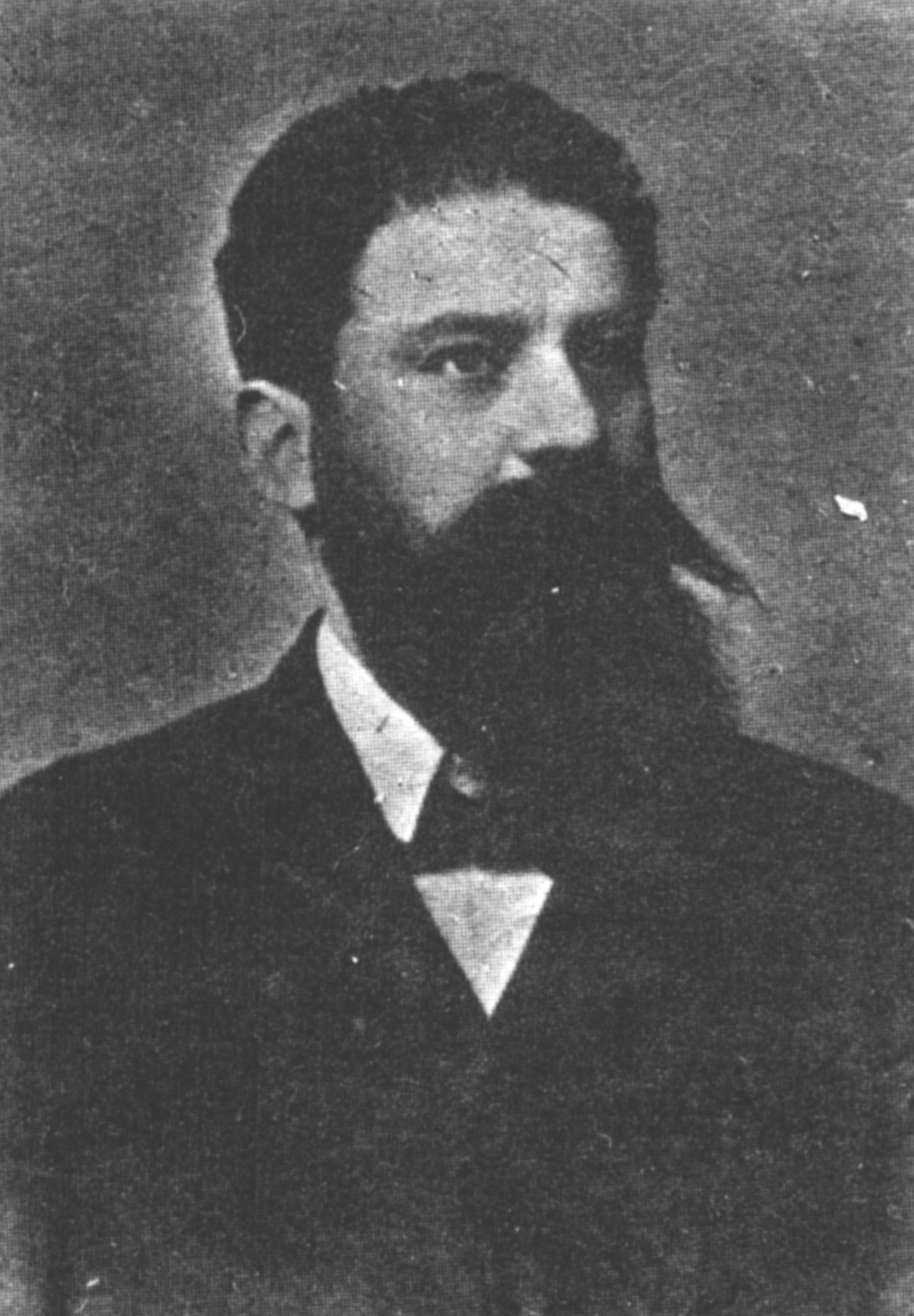
Constantin Stere, 1895

Constantin Stere war Anfang der 1890er Jahre Begründer des Poporanismus, den er als bäuerlichen Sozialismus verstand, wobei er den Bauern und das Leben auf dem Land als soziale Basis eines politischen Systems sah. Er forderte ein Stimmrecht für alle Rumänen und strebte eine Reform des parlamentarischen und landwirtschaftlichen Systems zu einer bäuerlichen Genossenschaftsdemokratie an. Mit der Bildung von landwirtschaftlichen Genossenschaften sollten Betriebe für Bauern geschaffen werden, die das Agrarwesen in Rumänien von der Kontrolle der Großgrundbesitzer befreien sollten. Der Poporanismus konzentrierte sich im Wesentlichen auf die Ausweitung der Macht der Bauern, war aber auch im Bezug auf die rumänische Sprache und die Pflege des rumänischen Geistes nationalistisch ausgerichtet.
Der politische Aktivist Constantin Dobrogeanu-Gherea, welcher die Idee der sozialrevolutionären Bewegung der Narodniki (deutsch Volkstümler) aus dem Russischen Kaiserreich nach Rumänien gebracht hatte, nahm mit seiner ablehnenden Haltung gegenüber dem Kapitalismus und dem Marxismus Einfluss auf den Poporanismus. Im Gegensatz zu den Volkstümlern sah Stere jedoch keine Notwendigkeit für eine Revolution in Rumänien. Der blutige Bauernaufstand in Rumänien 1907 wurde zu einem Impuls des Umdenkens.
Letztendlich schieden sich die Meinungen an Fragen wie Antisemitismus und Liberalismus. Dobrogeanu-Gherea beteiligte sich später an der Gründung der Partidul Social Democrat Român, und die Poporanisten wandten sich vielfach der Partidul Național Liberal zu. 1910 kritisierte Dobrogeanu-Gherea den Poporanismus in seiner Studie „Neoleibeigenschaft“. Darin analysierte er Rumänien als „feudal-kapitalistisches System, in dem die Bauern einer modernen Leibeigenschaft ausgesetzt“ seien.
Der Poporanismus beeinflusste auch die Bildung der Partidul Țărănesc (deutsch Bauernpartei) im Jahr 1918, die agrarsozialistische Forderungen mit einem Bekenntnis zum Parlamentarismus verband.
Der Marxismus und Internationalismus der 1950er Jahre ging in den 1980er Jahren in einen Neo-Poporanismus über, dessen national- und sozialpopulistische Formeln in den Transformationsideologien der Postkommunistischen Ära nach der Rumänischen Revolution 1989 fortlebten.

## Kunst

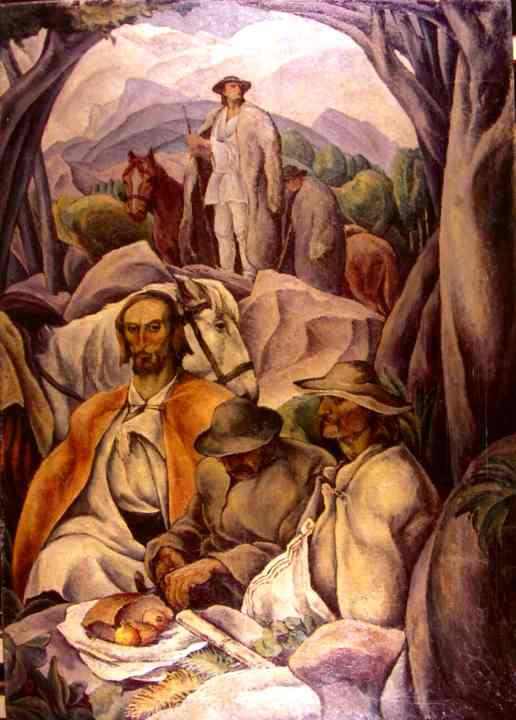
Ion Theodorescu-Sion: Străjerii.
Öl auf Leinwand, 151,5 × 106 cm, 1925

### Malerei
Die Strömung des Poporanismus in der rumänischen Malerei, mit den Bauern als beherrschende Dimension des rumänischen Nationsbegriffes nach dem Bauernaufstand von 1907, beschrieb Anca Monica Gogîltan von der Babeș-Bolyai-Universität Cluj:

„Die jungen Künstler führten aufbauend auf diesen geistigen Veränderungen nicht nur einen neuen Stil ein, sondern veränderten auch den inhaltlichen Blick auf die Bauern und ihre Landschaften. In ihren Arbeiten werden die Bauern massiv und imposant dargestellt, während die Landschaft, in die sie hineingestellt werden, eine bearbeitete, geordnete, vom Menschen beherrschte Natur zu sein scheint. Gleichzeitig wird die Bedeutung der Geographie minimalisiert und stellt nur den Rahmen für die Darstellung des Menschen und vor allem des Bauern dar. […] Theoretiker und Künstler wie Francisc Șirato oder Camil Ressu gelangten zu der Schlussfolgerung, dass die Sprache des Künstlers tiefgehend mit der Geographie des Landes verbunden sei. Ihre Bemühungen um einen rumänischen Nationalstil führten zu immer betonteren, dekorativen Darstellungen, in denen die Bauern zu Symbolen bar jeder Individualität stilisiert wurden. Beispiele wären die Gemälde von Ion Theodorescu-Sion (1882–1939). Auch die Natur wurde auf einen theatralischen Aspekt reduziert. Ihre Darstellung schwankte zwischen Bildern des von den Bauern durch die Landwirtschaft bearbeiteten und geordneten Bodens und organischen Räumen mit Venen und Arterien, mit denen die Bauern in einer symbiotischen Beziehung standen.“